# 斯泰亞魯鄉 (特列奧爾曼縣)
44°11′N 24°53′E / 44.183°N 24.883°E
斯泰亞魯鄉（羅馬尼亞語：Comuna Stejaru, Teleorman），是羅馬尼亞的鄉份，位於該國南部，由特列奧爾曼縣負責管轄，面積59平方公里，海拔高度123米，2007年人口2,035，人口密度每平方公里35人。